# Teatro Poliorama
El Teatre Poliorama, antiguo cine, se encuentra situado en la planta baja de la Real Academia de Ciencias y Artes de Barcelona, en la Rambla, número 115, de Barcelona. Abierto en 1899 como cine, funciona desde 1982 como teatro. Entre 1937 y 1939 fue llamado Teatre Català de la Comèdia.

## Historia
El edificio de la Real Academia de Ciencias y Artes de Barcelona fue proyectado por el arquitecto José Doménech y Estapá y fue inaugurado en 1894. En la planta baja se habilitó un local para hacer espectáculos, cuyos beneficios sirvieran para sufragar los gastos de la entidad.
En 1899 abrió allí el cine Martí, siendo la primera sala de la ciudad expresamente construida como cine. El 13 de abril se inauguró, y en el año 1900 se proyectó uno de los grandes éxitos del momento, Jeanne d'Arc de Georges Méliès, y en 1903 se cerró el local.
El 10 de diciembre de 1906, reformado, abrió como cine Poliorama, aunque alternaba el cine con funciones de teatro. La capacidad era entonces de 630 butacas, y la decoración era de Moragas y Alarma.
El 21 de marzo de 1935 se estrenó La Rambla de les floristes de Josep Maria de Sagarra. En diciembre del mismo año se estrenó la zarzuela María de la O, con música de Manuel López Quiroga y letra de Rafael León. El 24 de diciembre de 1937 se convirtió en Teatre Català de la Comèdia, dedicándose exclusivamente al teatro, con predominio de estrenos de autores catalanes. Entre otras obras, estrenaron en ella La Fam de Joan Oliver (15 de junio) y El casament de la Xela y El testament (versión de la novela) de Xavier Benguerel, con escena y decorados de Ramón Calsina Baró. Además, representaron en ella obras catalanas de repertorio: Frederic Soler, Ángel Guimerá, Ignasi Iglésias, Santiago Rusiñol ..., La fierecilla domada de Shakespeare y una obra de George Bernard Shaw: El discípulo del diablo.
Durante la Guerra civil española, incautado por la CNT-FAI, fue escenario de tiroteos protagonizados por miembros del POUM y la CNT, que George Orwell describió en Homenaje a Cataluña.
Terminada la Guerra civil española, fue adquirido por el grupo Balañà y reabierto el 25 de febrero de 1939 como cine, con el recuperado nombre de cine Poliorama. En 1940 se estrenó Escalera de color, zarzuela de Federico Moreno Torroba. Sus años más brillantes fueron los cincuenta y los sesenta.
Cerrado el 11 de agosto de 1963, fue reformado y volvió a abrir en octubre del mismo año. Nuevamente, combinó el cine y el teatro. Desde 1976, se dedicó exclusivamente al teatro y con el nombre de teatro Poliorama.
Entre 1982 y 1984 estuvo cerrado. Después de una nueva reforma, a cargo del estudio Martorell-Bohigas-MacKay, el 3 de febrero de 1985 abrió de nuevo. La capacidad era entonces de 671 asientos. Mientras se hacían las obras del Teatre Nacional de Catalunya, el Poliorama hizo sus funciones, dependiente de la Generalidad de Cataluña y siendo dirigido por Josep Maria Flotats, hasta 1994.
Entonces volvió a la gestión privada. Actualmente, es gestionado por Tres por Tres, empresa participada por El Tricicle y Dagoll Dagom, se hacen comedias y musicales comerciales de calidad. Uno de los grandes éxitos de esta etapa fue El mètode Grönholm de Jordi Galceran.
En el vestíbulo de entrada hay instalado el Rellotge il·lusori, poema visual de Joan Brossa.